# Ace Austin
Austin James Highley (Reading (Pennsylvania), 28 februari 1997), is een Amerikaans professioneel worstelaar die sinds 2019 actief is in Impact Wrestling.
Austin begon zijn carrière in het onafhankelijke worstelcircuit, met name bij Combat Zone Wrestling (CZW). Hij is een voormalige CZW Wired Champion. Door de jaren heeft hij gewerkt voor onder andere Major League Wrestling (MLW), House of Hardcore (HOH), World Xtreme Wrestling (WXW) en het Mexicaanse Lucha Libre AAA Worldwide (AAA).
In 2019 heeft hij een contract ondertekend met Impact Wrestling. Hij boekte groot succes bij de promotie en is een 3-voudig Impact X Division Champion, 2-voudig winnaar van de Impact Year End Awards en de winnaar van de Super X Cup-toernooi in 2021. Hij heeft geworsteld met bekende worstelaars zoals Rhyno, Johnny IMPACT, Eric Young en Hernandez.

## Prestaties
- AAW Wrestling
  - AAW Heritage Championship (2 keer)[4]
  - AAW Tag Team Championship (1 keer) – met Madman Fulton[4]
- Combat Zone Wrestling
  - CZW Wired Championship (1 keer)[4]
- Desastre Total Ultraviolento
  - DTU Alto Impacto Championship (1 keer)[4]
- Impact Wrestling
  - Impact X Division Championship (3 keer)[4]
  - Super X Cup (2021)[5]
  - Impact World Championship #1 Contender's Tournament (2020)[5]
  - Impact Year End Awards (2 keer)
    - X Division Star of the Year (2020)[6]
    - Match of the Year (2020) vs. Eddie Edwards vs. Trey vs. Eric Young vs. Rich Swann bij Slammiversary[6]
- Pro Wrestling Illustrated
  - Gerangschikt op #94 van de top 500 singles worstelaars in de PWI 500 in 2020[7]
- The Wrestling Revolver
  - PWR Remix Championship (1 keer)[4]
  - PWR Scramble Championship (1 keer)[4]
- World Xtreme Wrestling
  - WXW Ultimate Hybrid Championship (1 keer)[4]